# Joachim Mrugowsky
Joachim Ernst A. Mrugowsky (Rathenow, 15 augustus 1905 - Gevangenis van Landsberg, 2 juni 1948) was een Duitse SS-Oberführer en Oberster Hygieniker (hoogste hygiënist) in de Schutzstaffel tijdens de Tweede Wereldoorlog. Hij werd als oorlogsmisdadiger in 1948 terechtgesteld.

## Leven
Op 15 augustus 1905 werd Joachim Mrugowsky in Rathenow geboren. Mrugowsky (ook gespeld als Mrugowski), werd in een familie van Poolse afkomst geboren. Zijn vader was ook arts, die in september 1914 tijdens de Eerste Wereldoorlog sneuvelde. In 1923 slaagde hij voor zijn Abitur voor bankbediende. In 1925 begon Mrugowsky aan de universiteit van Halle een studie in medicijnen en biologie en in het bijzonder in botanie. Tijdens zijn studie werd hij lid van de Verein Deutscher Studenten Halle. 

### Interbellum
In 1930 promoveerde hij tot Dr. sc. nat. (Doktor der Naturwissenschaften) en slaagde voor het medisch staatsexamen in 1931.
Op 1 maart 1930 werd hij lid van de Nationaalsocialistische Duitse Arbeiderspartij.  In 1930/1931 was Mrugowsky Hochschulgruppenführer (vrije vertaling: Hogeschool groepsleider) van de Nationaalsocialistische Duitse Studentenbond (NSDStB) aan de Universiteit van Halle. In functie als Hochschulgruppenführer leidde hij de eerste acties tegen de evangelische theoloog Günther Dehn (religieuze socialist, "rode pastoor"). Tegelijkertijd trad Mrugowsky ook tot de SA toe en was daar drie maanden lang de arts van een SA-Standarte. Op 15 oktober 1931 werd hij lid van de SS en hij werd bij de SS-Standarte „Küstrin“ geplaatst. Hij voerde zelf later het commando over de Standarte. In 1933 werd hij met de rang van een SS-Untersturmführer in de Sicherheitsdienst opgenomen. In 1933 werd hij assistent aan de Hygienischen Institut der Universität Halle. In februari 1934 begon Mrugowsky aan een leeropdracht van „Menschliche Erblichkeitslehre und Rassenhygiene“ („Menselijke Erfelijkheidsleer en Rassenhygiëne“). In 1935 was hij in de SD-Oberabschnitt Nord-West (Hannover) werkzaam. Tevens nam hij ook een leeropdracht met het thema „Menselijke Erfelijkheidsleer en Rassenhygiëne“ van de Technische hogeschool Hannover aan. In 1937 werd Mrugowsky in de rang van een SS-Sturmbannführer door de Reichsführer-SS Heinrich Himmler belast met de leiding over de nog in opbouw zijnde Hygienischen Institutes der Verfügungstruppe der SS (later het Hygienischen Institutes der Waffen-SS). Tegelijk was hij arts in een Standarte van de Leibstandarte SS Adolf Hitler. In 1938 schreef Mrugowsky een boek over de medische ethiek. Op 18 oktober 1938 habiliteerde hij in Halle, in een hygiëneonderzoek van een dorp in de omgeving van Mansfeld.

### Tweede Wereldoorlog
In 1940 werd Mrugowsky tot docent aan de Universiteit van Berlijn benoemd. Vanaf 1 september 1943 was hij de Oberster Hygieniker (Hoogste hygiënist) en chef van het ambt III bij de Reichsarzt SS und Polizei (vrije vertaling: Rijksarts SS- en politie).
Dodelijke menselijke experimenten
Vanaf 1943 was Mrugowsky als Oberster Hygieniker en ambtchef III bij de Reichsarzt SS und Polizei, bij talrijke menselijke experimenten op concentratiekamp gevangenen betrokken. Hij leidde, onder andere in het concentratiekamp Sachsenhausen, het experiment van met aconitine vergiftigde munitie en het beschieten van concentratiekamp gevangenen hiermee. Bij twee gevangenen werd door het dijbeen geschoten, maar omdat ze geen toxiciteit vertoonden, stopten ze met het experiment. Bij drie gevangenen bleef de giftige munitie in het dijbeen steken. Mrugowsky registreerde tijdens hun sterven: 
Der eine Vergiftete versuchte vergebens zu erbrechen. Um dies zu erreichen, steckte er vier Finger der Hand bis zu den Grundgelenken tief in den Mund. Trotzdem setzte kein Erbrechen ein. … Die motorische Unruhe wuchs später so stark, daß sich die Personen aufbäumten, wieder hinwarfen, die Augen verdrehten, sinnlose Bewegungen mit den Händen und Armen ausführten. … Der Tod trat 121, 123 und 129 Minuten nach Erhalt des Schusses ein'
(Nederlands) 
De vergiftigde probeerde tevergeefs te braken. Om dit te doen, stak hij vier vingers van zijn hand diep in zijn mond tot aan de basisgewrichten. Het braken begon nog steeds niet. ... De motorische onrust werd later zo sterk dat de mensen opstonden, zich weer neergooiden, met hun ogen rolden, zinloze bewegingen maakten met hun handen en armen. ... De dood vond plaats 121, 123 en 129 minuten na ontvangst van het schot [13]. "
'.

## Krijgsgevangenschap, proces en terechtstelling
Tijdens het Artsenproces werd Mrugowsky  aangeklaagd, wegens oorlogsmisdaden, misdaden tegen de mensheid en lidmaatschap van een criminele organisatie (SS). In augustus 1947 werd hij tot de doodstraf veroordeeld en op 2 juni 1948 opgehangen.

## Lidmaatschapsnummers
- NSDAP-nr.: 210 049[13] (lid geworden 1 maart 1930[7])
- SS-nr.: 25 811[13] (lid geworden 15 oktober 1931[7])

## Militaire carrière
- SS-Oberführer der Waffen-SS: 29 juni 1944 (met ingang van 20 april 1944)[7]
- SS-Standartenführer der Waffen-SS: 21 juni 1942[7]
- SS-Obersturmbannführer der Waffen-SS: 20 april 1941[7]
- SS-Sturmbannführer: 9 november 1936[14][7]
- SS-Hauptsturmführer: 30 januari 1936[14] (met Patent van 30 januari 1936)[7]
- SS-Obersturmführer: 20 april 1935[13] (met Patent van 20 april 1935)[7]
- SS-Untersturmführer: 9 november 1934[13] (met Patent van 9 november 1934)[7]
- SS-Obertruppführer: 13 januari 1934 (met ingang van 20 december 1933)[7]
- SS-Truppführer: 31 juli 1932[7]
- SS-Mann: 15 oktober 1931[7]

## Onderscheidingen
- Kruis voor Oorlogsverdienste, 1e Klasse  en 2e Klasse met Zwaarden[7]
- SS-Ehrenring[13][7]
- Ehrendegen des Reichsführers-SS[14][7]
- Dienstonderscheiding van de NSDAP in brons[14] in brons[7]
- Ehrenwinkel der Alten Kämpfer[7]